# Plebeiogryllus contaminatus
Plebeiogryllus contaminatus är en insektsart som först beskrevs av Gerstaecker 1869.  Plebeiogryllus contaminatus ingår i släktet Plebeiogryllus och familjen syrsor. Inga underarter finns listade i Catalogue of Life.